# (2886) Tinkaping
(2886) Tinkaping est un astéroïde de la ceinture principale.

## Description
(2886) Tinkaping est un astéroïde de la ceinture principale. Il fut découvert le 20 décembre 1965 à Nanking par l'observatoire de la Montagne Pourpre. Il présente une orbite caractérisée par un demi-grand axe de 2,37 UA, une excentricité de 0,15 et une inclinaison de 1,3° par rapport à l'écliptique.

## Compléments